# La strage di Alamo
La strage di Alamo (Man of Conquest) è un film del 1939 diretto da George Nichols Jr.. In Italia il film è noto anche con il titolo Cavalcata ardente.
Nel 1940 il film è stato candidato a 3 Premi Oscar: per la miglior scenografia (John Victor Mackay), per la migliore colonna sonora (Victor Young) e per il miglior sonoro (Charles Lootens e Republic Studio Sound Department).